# Slaget ved Bergerac
Slaget ved Bergerac var en slag under hundredårskrigen, der foregik i august 1345 ved byen Bergerac i Gascogne mellem angel-gascognske og franske styrker. I Begyndelsen af 1345 havde Edvard 3. af England besluttet at igangsætte et stort angreb på Frankrig fra nord, mens han sendte mindre styrker til Bretagne og Gascogne, hvor sidstnævnte område både var økonomisk vigtigt for den engelske krigsindsats og den nærmeste årsag til krigen. Franskmændene fokuserede på truslen i Nordfrankrig og efterlod relativt små styrker i sydvest.
Henry of Grosmont, jarl af Derby ankom til Gascogne i august, brød med den tidligere politik om forsigtig fremrykning og angreb den største franske troppekoncentration ved Bergerac direkte. Han overraskede og besejrede de franske tropper under Bertrand I of L'Isle-Jourdain og Henri de Montigny. Franskmændene led store tab og tabte byen, hvilket var et stort strategisk nederlag. Sammen med slaget ved Auberoche senere samme år markerede slaget ved Bergerac et skift i militærbalancen i området. Det var den første af en serie sejre der ledte til at Henry af Derby blev kaldt for "en af de bedste krigere i verden" af samtidige krønikerer.